# Gauliga Moselland
La Gauliga Moselland fue la liga de fútbol más importante de la región del sur de la Provincia del Rin y del territorio ocupado de Luxemburgo durante el periodo de la Alemania Nazi de 1941 a 1945.

## Historia
La liga fue creada en 1941 luego de que la Gauliga Mittelrhein se dividiera en dos Gauligas separadas luego de la reorganización geopolítica de Alemania después que el ejército alemán ganara la batalla de Luxemburgo y este país pasara a control de Alemania Nazi.
En su primera temporada la liga contó con la participación de 12 equipos divididos en dos grupos de seis equipos cada uno, donde el grupo este estaba compuesto en su totalidad por equipos alemanes y el grupo oeste tenía a cuatro equipos de Luxemburgo. El vencedor de cada grupo jugaba una final a ida y vuelta para definir al campeón de liga y clasificado a la fase final nacional de la Gauliga, mientras que el último lugar de la liga descendía de categoría. La liga mantuvo el formato de competición en la temporada siguiente, pero en el grupo oeste contaba con cinco equipos de Luxemburgo.
Para la temporada 1943/44 la liga tuvo un cambio, ya que el grupo este pasó a ser de cinco equipos y el grupo oeste de siete, pero con la llegada de las Fuerzas Aliadas a finales de 1944, el fútbol pasó a segundo plano y la liga dejó de existir.
Con la caída del régimen nazi, la Gauliga deja de existir y la región pasa a control de Francia, y el territorio ocupado de Luxemburgo es tomado por Alemania nuevamente en 1945.
En 1945 nace la Oberliga Sudwest como la nueva primera división de la región, y el territorio ocupado pasa a ser la región de Renania-Palatinado.

## Equipos Fundadores
Estos son los 12 equipos que disputaron la primera temporada de la liga en 1941/42:
| - Eintracht Kreuznach - TuS Neuendorf - SpVgg Andernach - FV Engers 07 | - VfB Lützel - Viktoria Neuwied - FV Stadt Düdelingen - Moselland Luxemburg | - SV Düdelingen - SV Schwarz-Weiß Esch - Eintracht Trier - Westmark Trier |

## Lista de Campeones
| Temporada | Campeón             | Finalista            |
| --------- | ------------------- | -------------------- |
| 1941-42   | FV Stadt Düdelingen | Eintracht Kreuznach  |
| 1942-43   | TuS Neuendorf       | FK Niederkorn        |
| 1943-44   | TuS Neuendorf       | SV Schwarz-Weiß Esch |

## Posiciones Finales 1942-44
| Club                      | 1942 | 1943 | 1944 |
| ------------------------- | ---- | ---- | ---- |
| Eintracht Kreuznach       | 1    | 2    | 2    |
| TuS Neuendorf             | 2    | 1    | 1    |
| SpVgg Andernach           | 3    | 3    |      |
| FV Engers 07              | 4    | 5    | 5    |
| VfB Lützel                | 5    |      |      |
| Viktoria Neuwied          | 6    | 6    | 6    |
| FV Stadt Düdelingen       | 1    | 3    | 2    |
| Moselland Luxemburg       | 2    | 4    | 5    |
| SV Düdelingen             | 3    | 2    | 4    |
| SV Schwarz-Weiß Esch      | 4    | 5    | 1    |
| Eintracht Trier 4         | 5    | 6    |      |
| Westmark Trier 4          | 6    |      |      |
| Germania Mudersbach       |      | 4    | 4    |
| FK Niederkorn             |      | 1    | 3    |
| Reichsbahn SG Betzdorf    |      |      | 3    |
| Schwarz-Weiß Wasserbillig |      |      | 6    |
| KSG Trier 4               |      |      | 7    |

- 4 Eintracht Trier y Westmark Trier formaron al KSG Trier para la temporada 1943-44.

## Equipos de Luxemburgo en la Gauliga Moselland
Desde 1941, equipos del territorio ocupado de Luxemburgo tomaron parte del sistema alemán de Gauliga. El más exitoso de estos equipos fue el FV Stadt Düdelingen, quien llegó a jugar la fase nacional de la Gauliga, perdiendo la final ante el FC Schalke 04 0-2 en 1942.
Los siguientes equipos jugaron en la Gauliga bajo nombres germanizados:
- FV Stadt Düdelingen, era el Stade Dudelange
- FK Niederkorn, era el Progrès Niedercorn
- Moselland Luxemburg, era el Spora Luxembourg
- SV Düdelingen, era el US Dudelange
- SV Schwarz-Weiß Esch, era el Jeunesse d'Esch
- Schwarz-Weiß Wasserbillig, era el Jeunesse Wasserbillig